# Prod, Sibiu
Prod, mai demult Prud (în dialectul săsesc Prudn, în germană Pruden, Proden, în maghiară Prod, Pród) este un sat în comuna Hoghilag din județul Sibiu, Transilvania, România.
Anul primei mențiuni scrise este 1348. 

## Biserica
Biserică ridicată pe la sfârșitul secolului XV a fost o construcție în stil gotic, fără turn și cu un cor fortificat. Corul era mai înalt decât nava, cu galerie de luptă susținută pe arce ce se sprijineau pe contraforți, ascunzâd guri de smoală în spatele lor.

În anul 1902, biserica veche a fost demolată și, pe același loc, a fost ridicată în anul 1904 actuala biserică în stil eclectic.
În biserica din satul Prod se păstrează o biblie pe coperta căreia este scrisă următoarea mențiune (în limba germană): "Prin această comună au trecut armatele lui Mihai Viteazul – 1590."

## Turism
Din anul 2011, în satul Prod are loc anual Transilvania Horse Show, care, timp de câteva ediții, a fost singurul eveniment hipic internațional din țară.

## Imagini

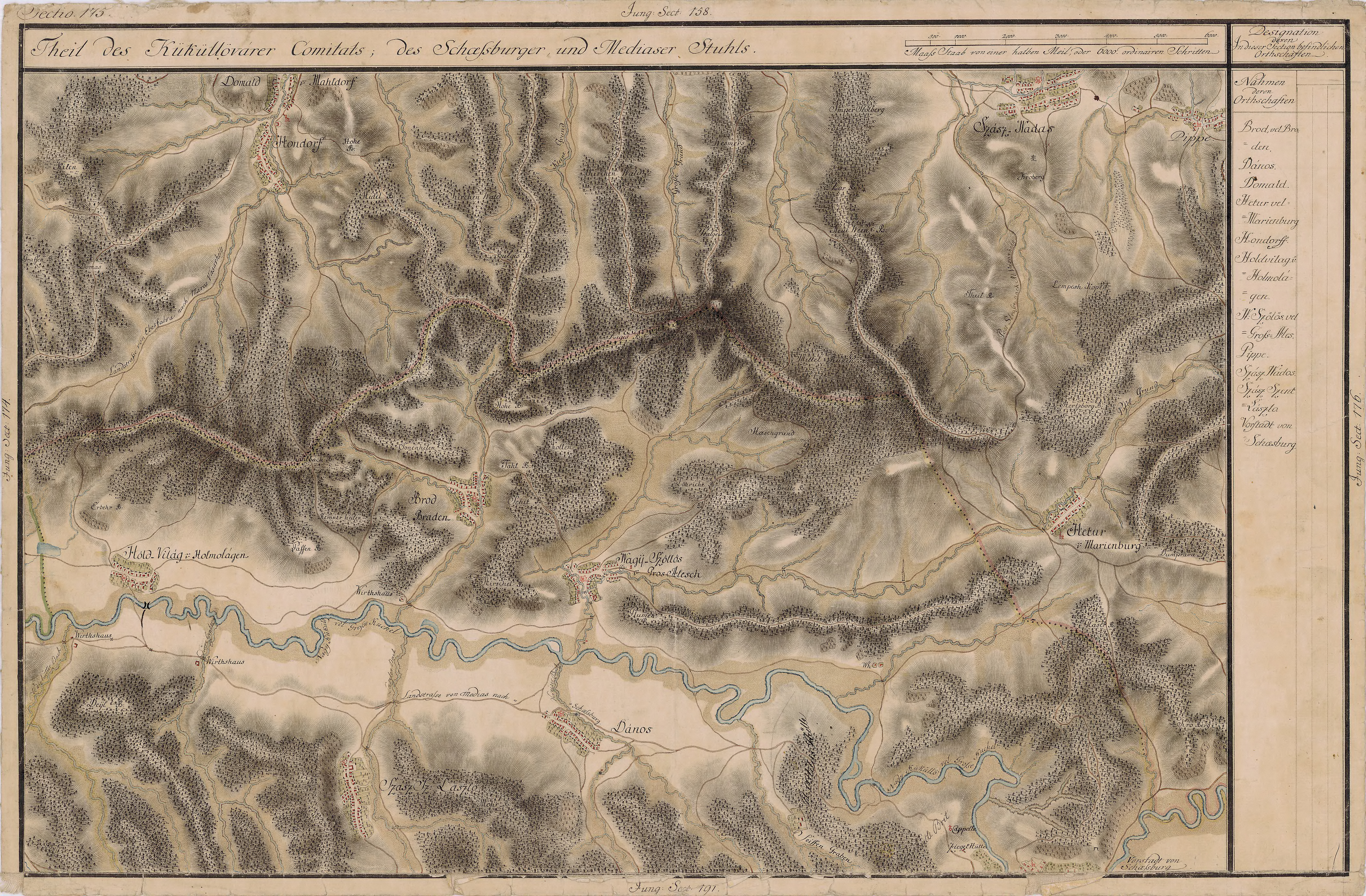
Prod în Harta Iosefină a Transilvaniei, 1769-73
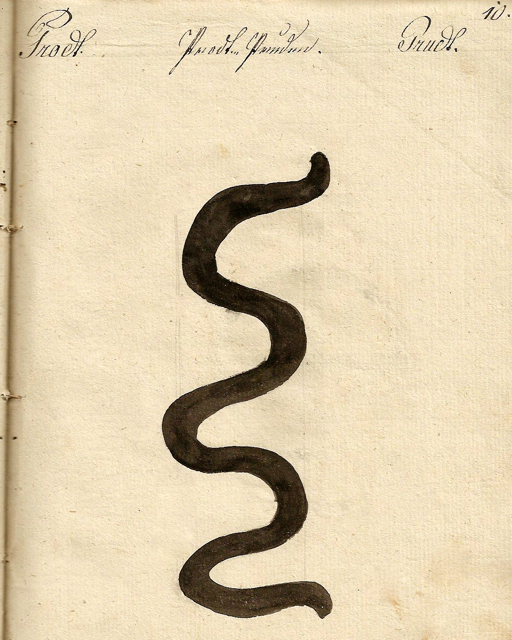
1826 - Danga pentru vitele din Prod
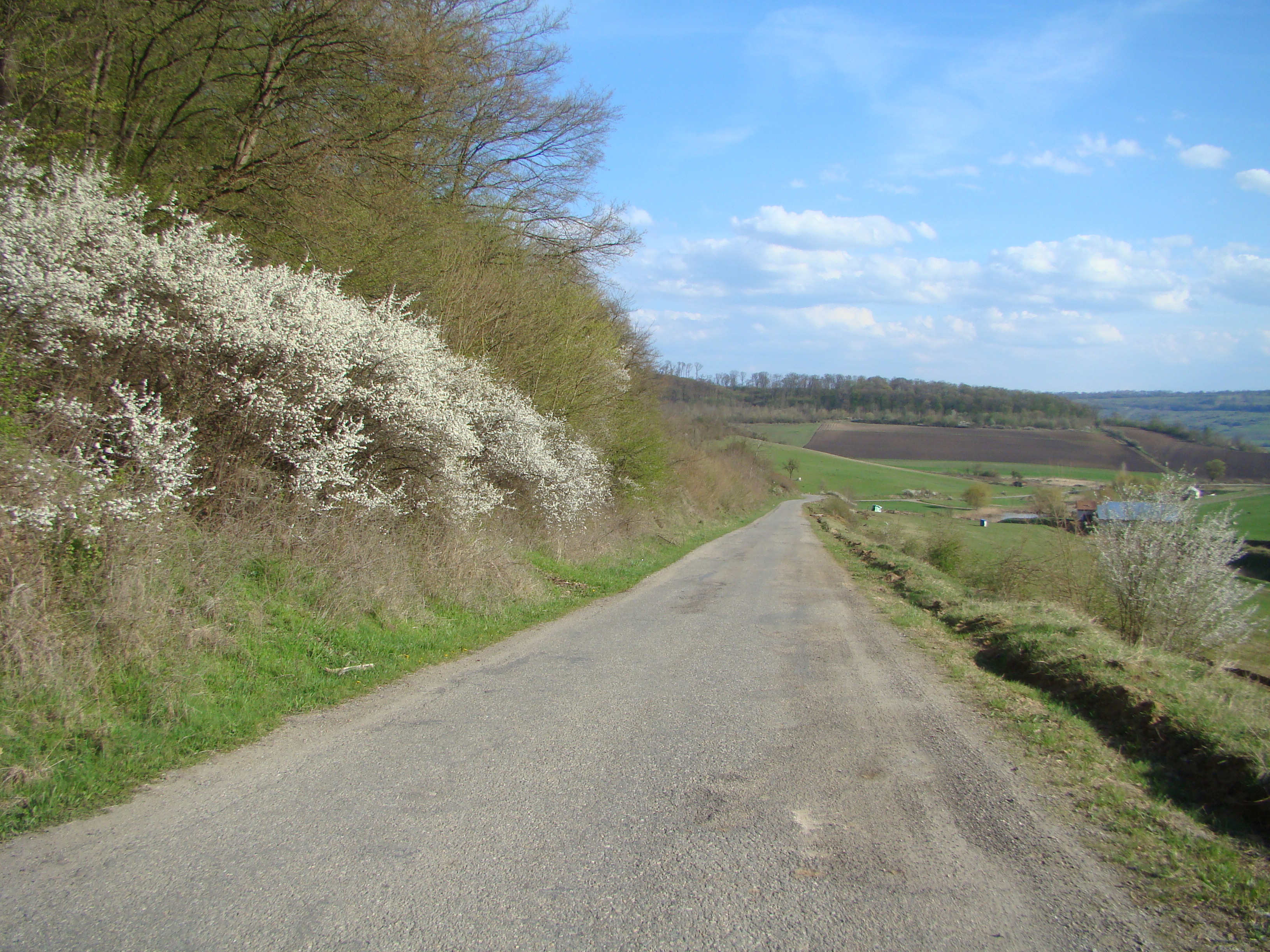
Drumul Hoghilag-Prod
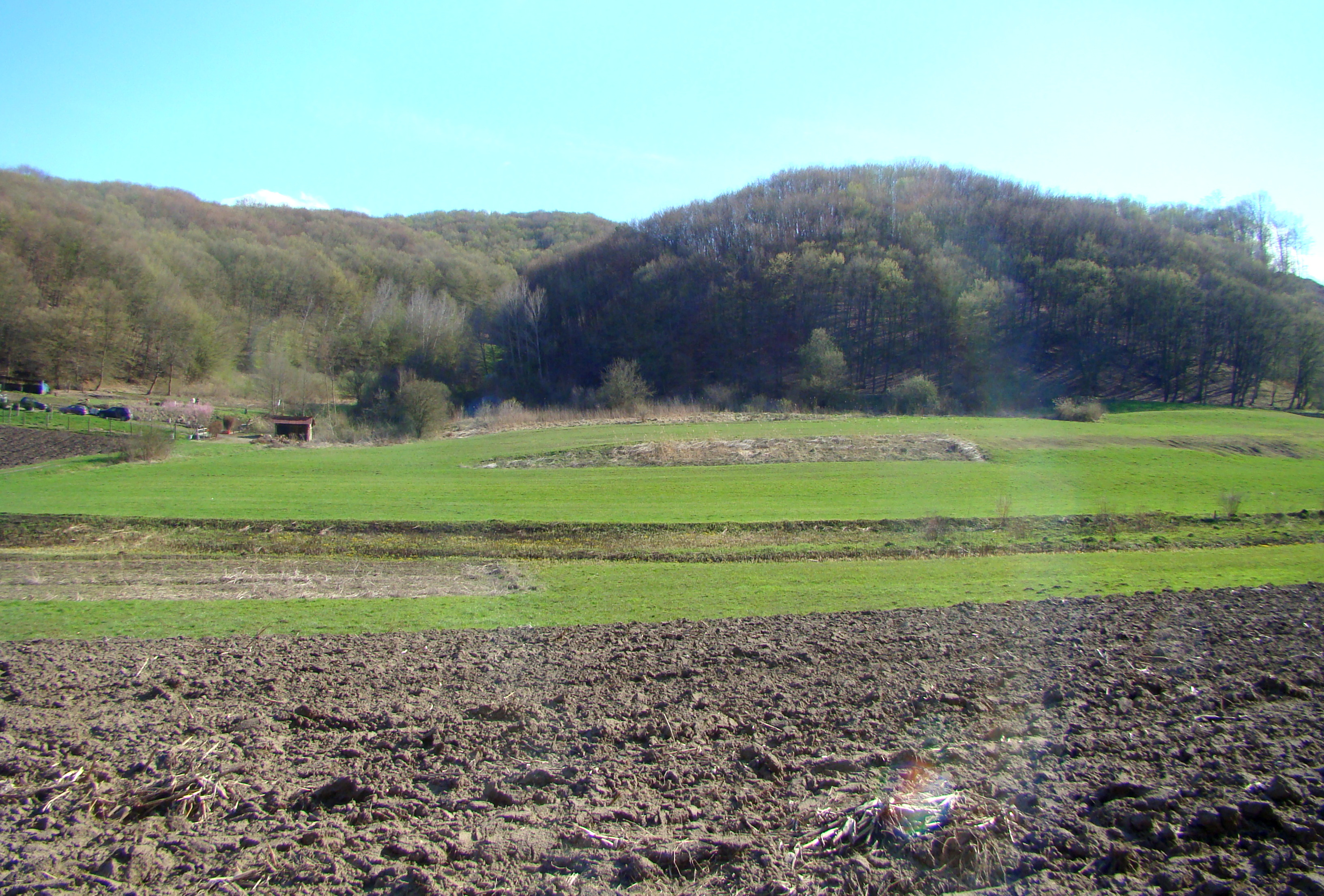
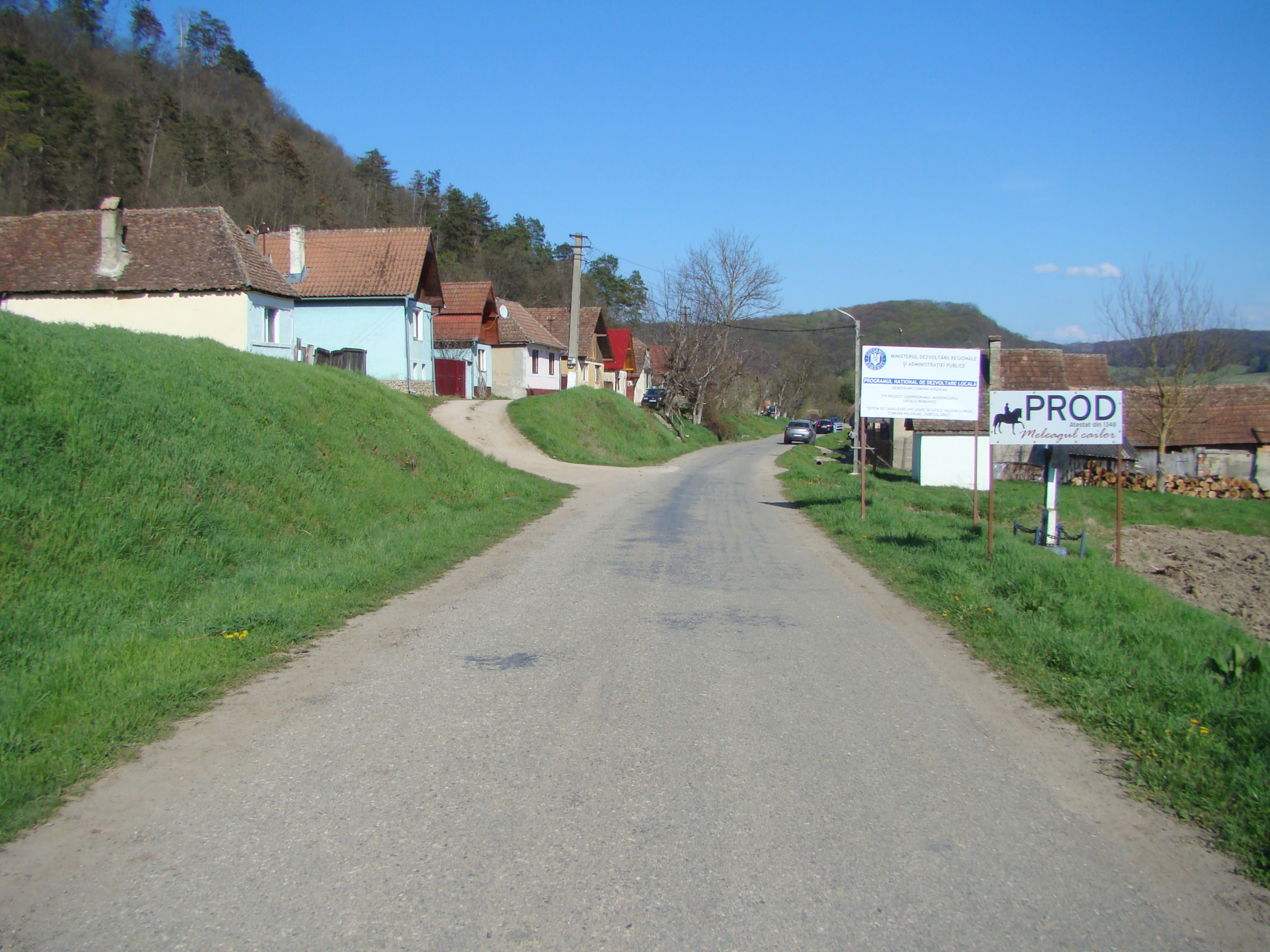
Intrarea în localitate
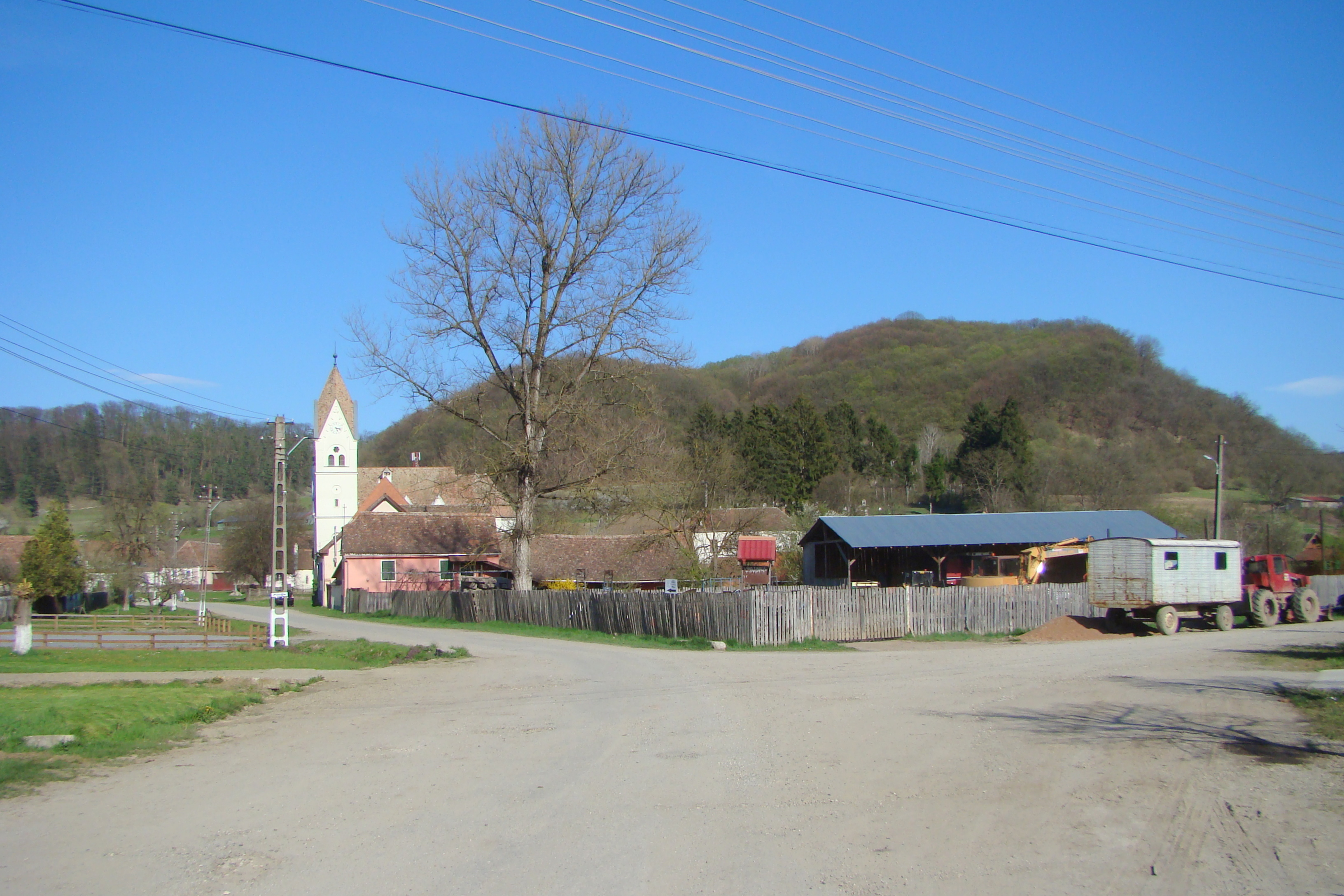
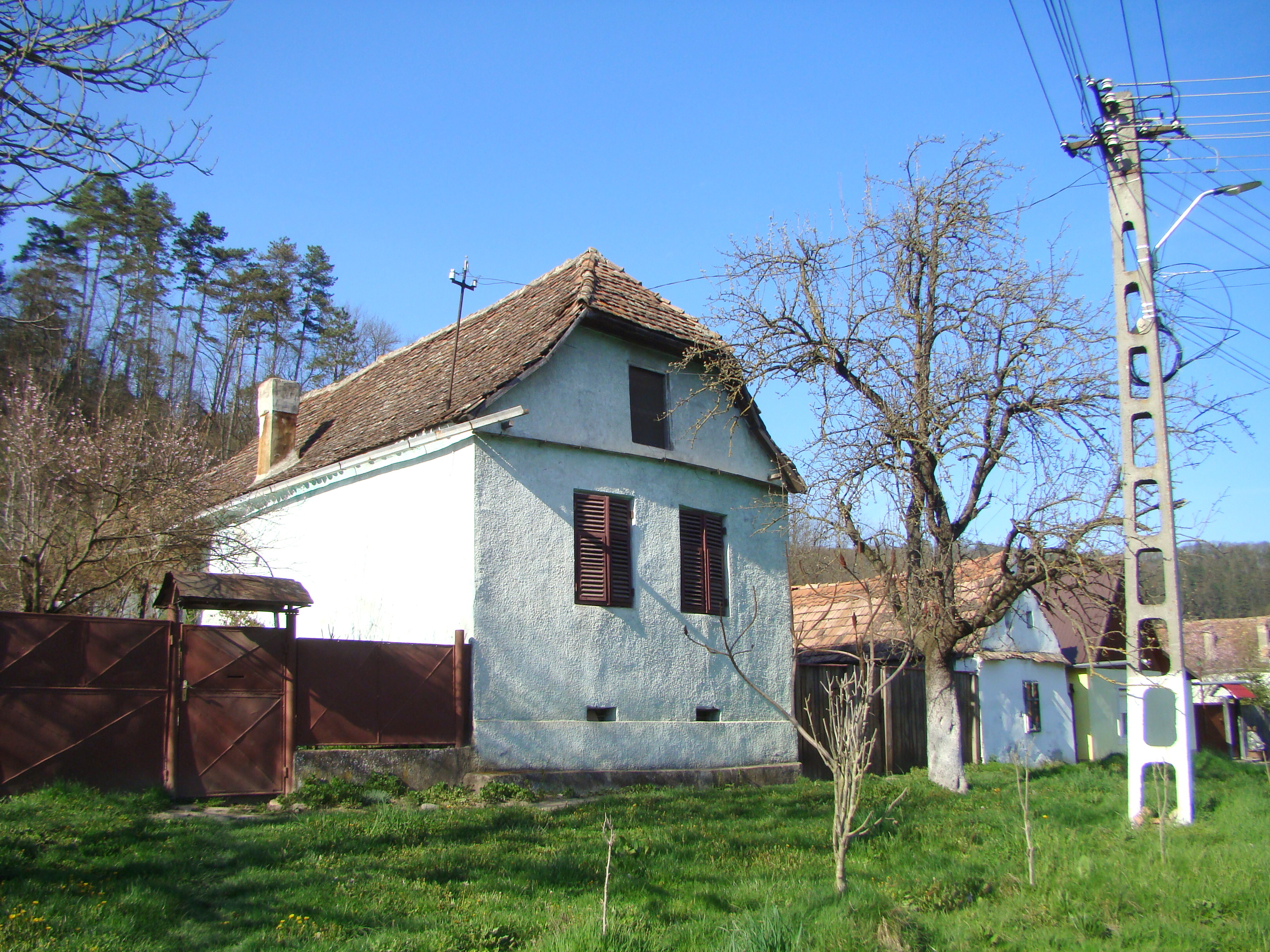
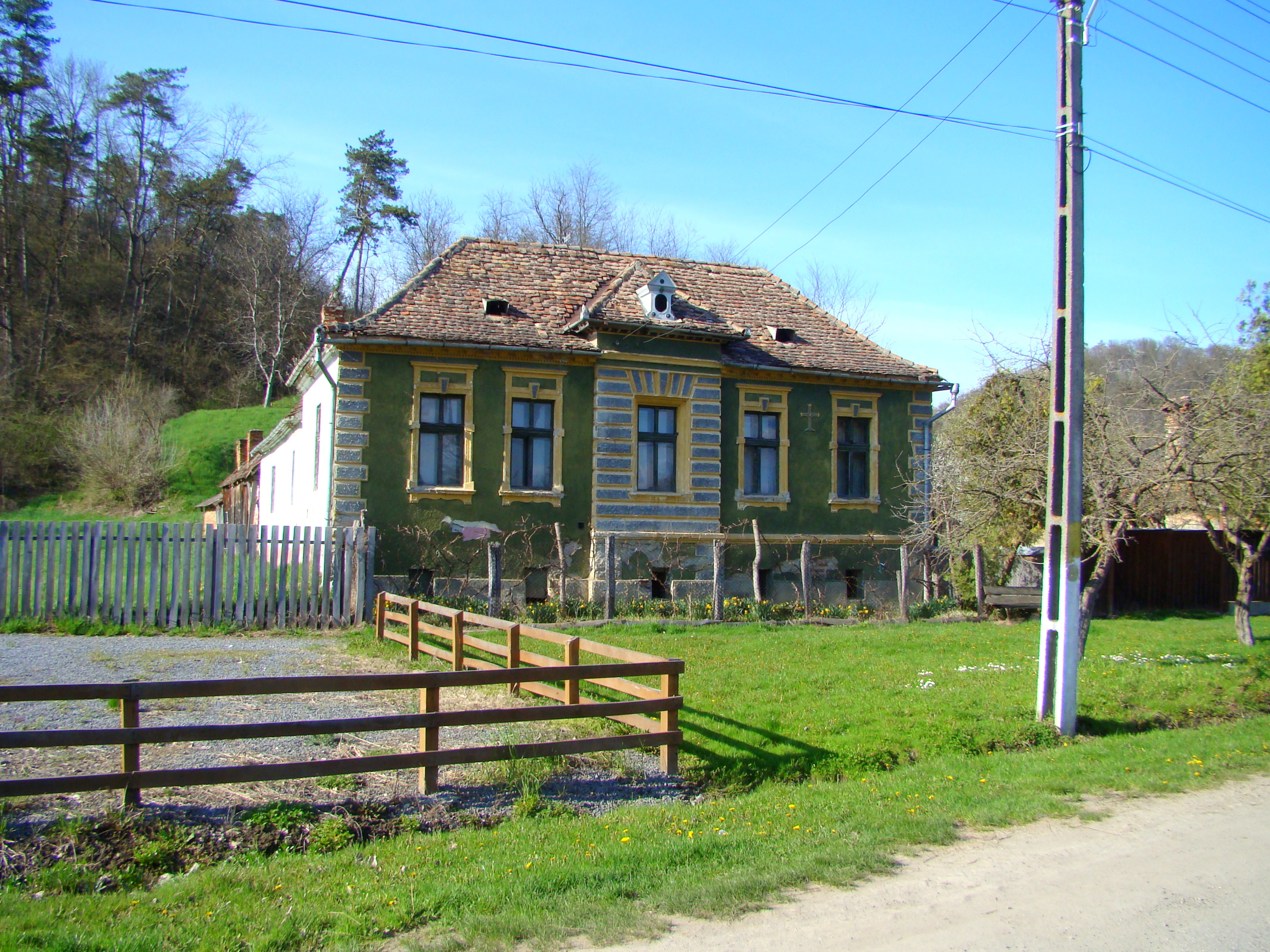
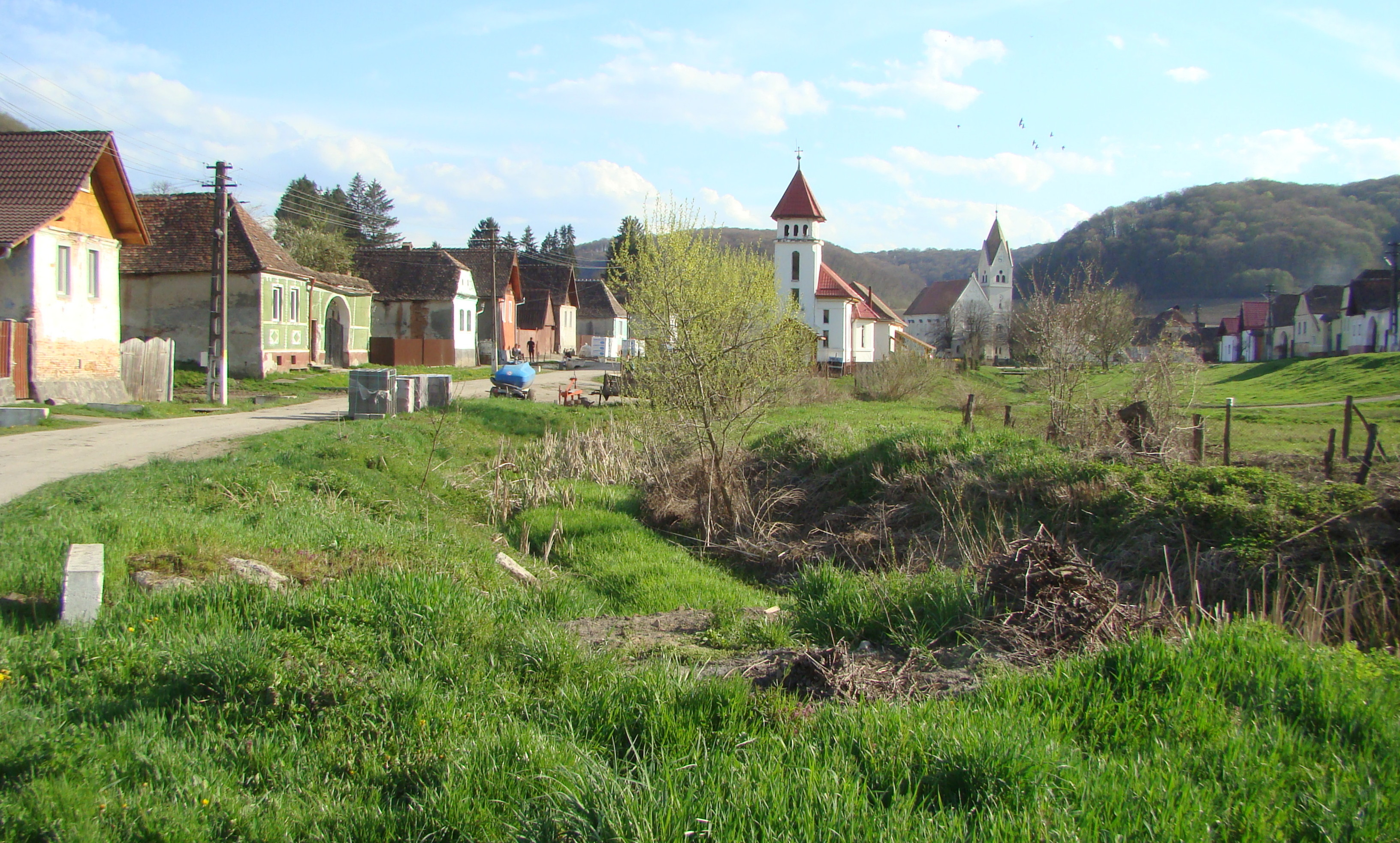
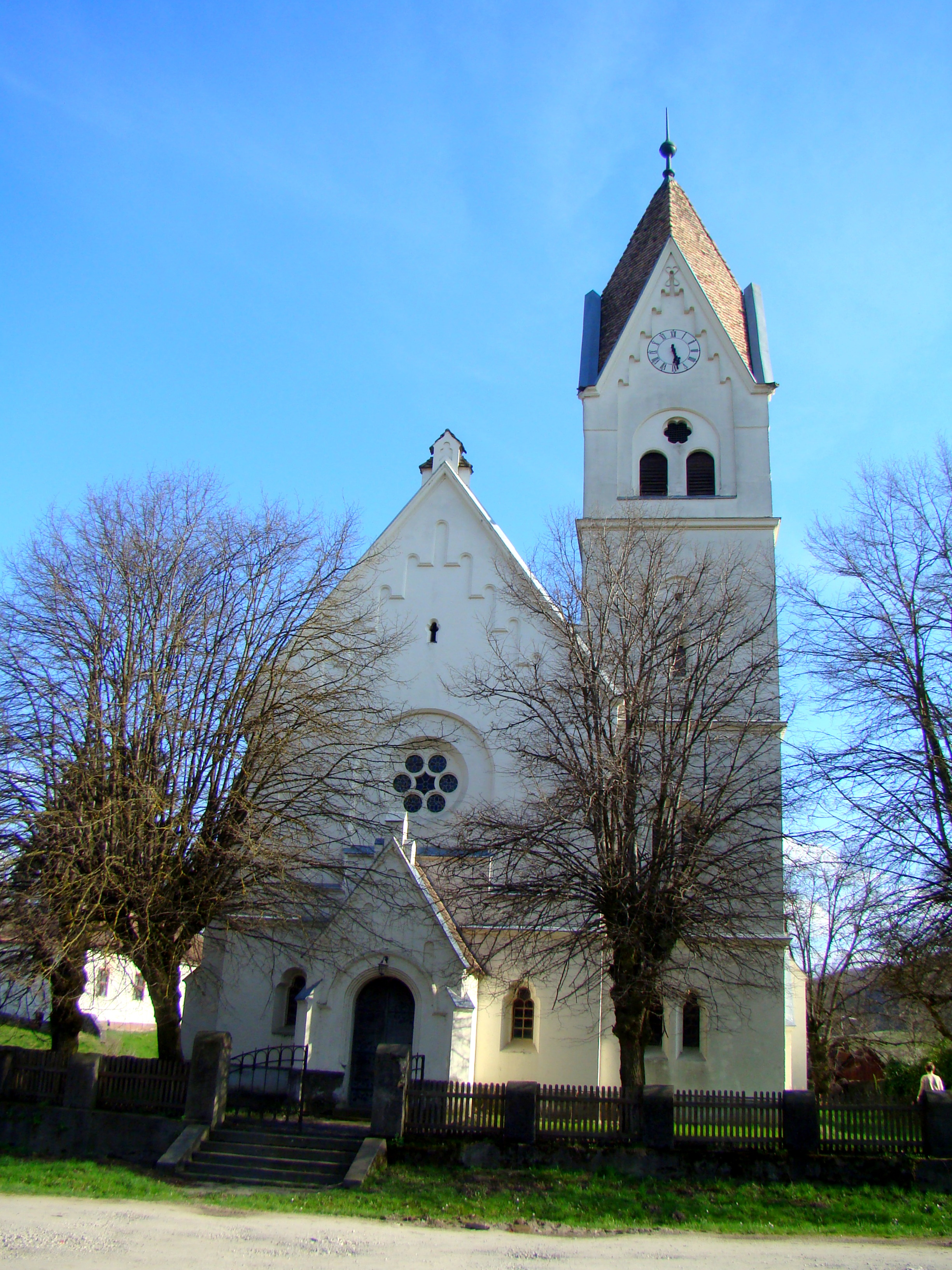
Biserica evanghelică
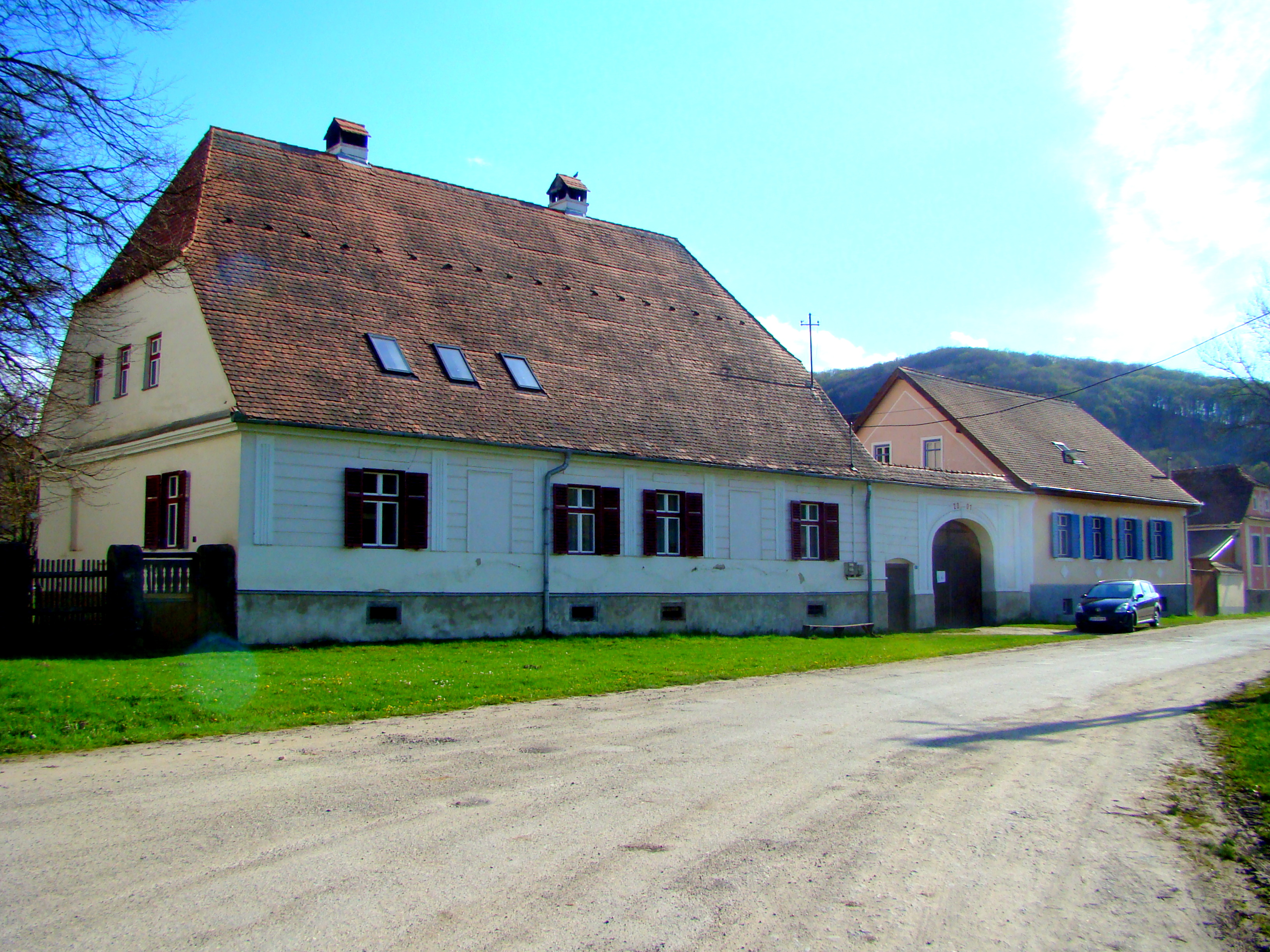
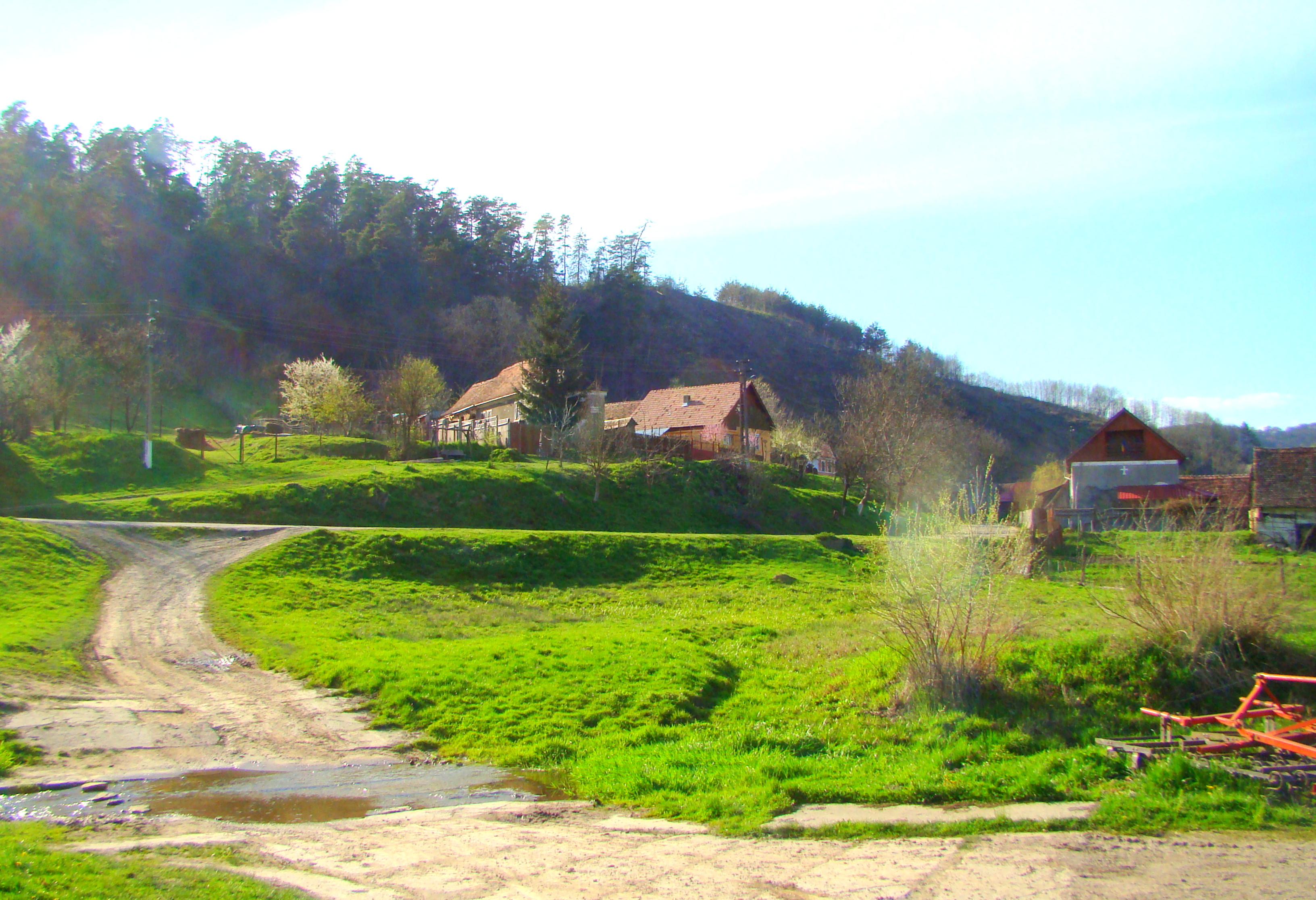
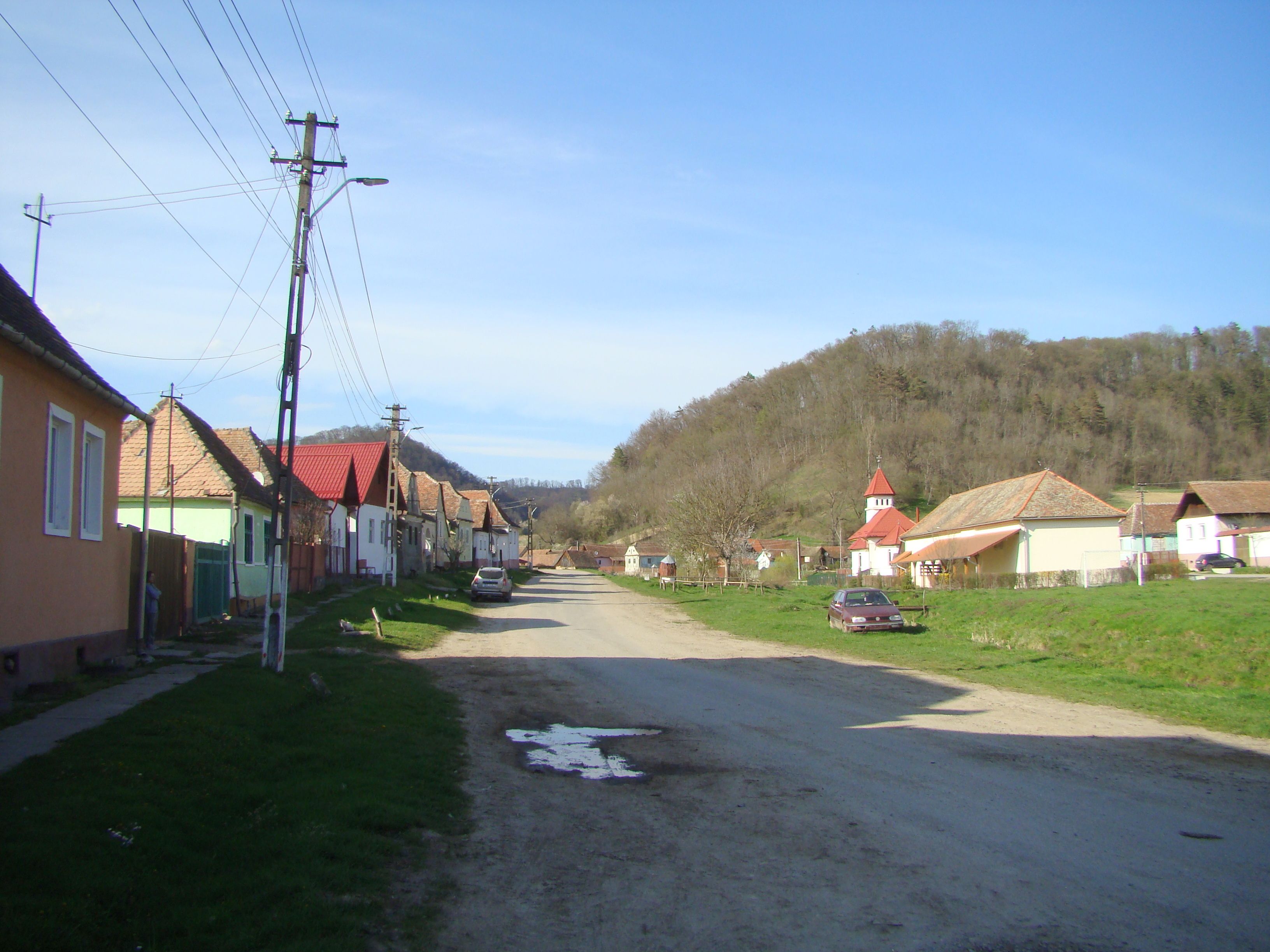
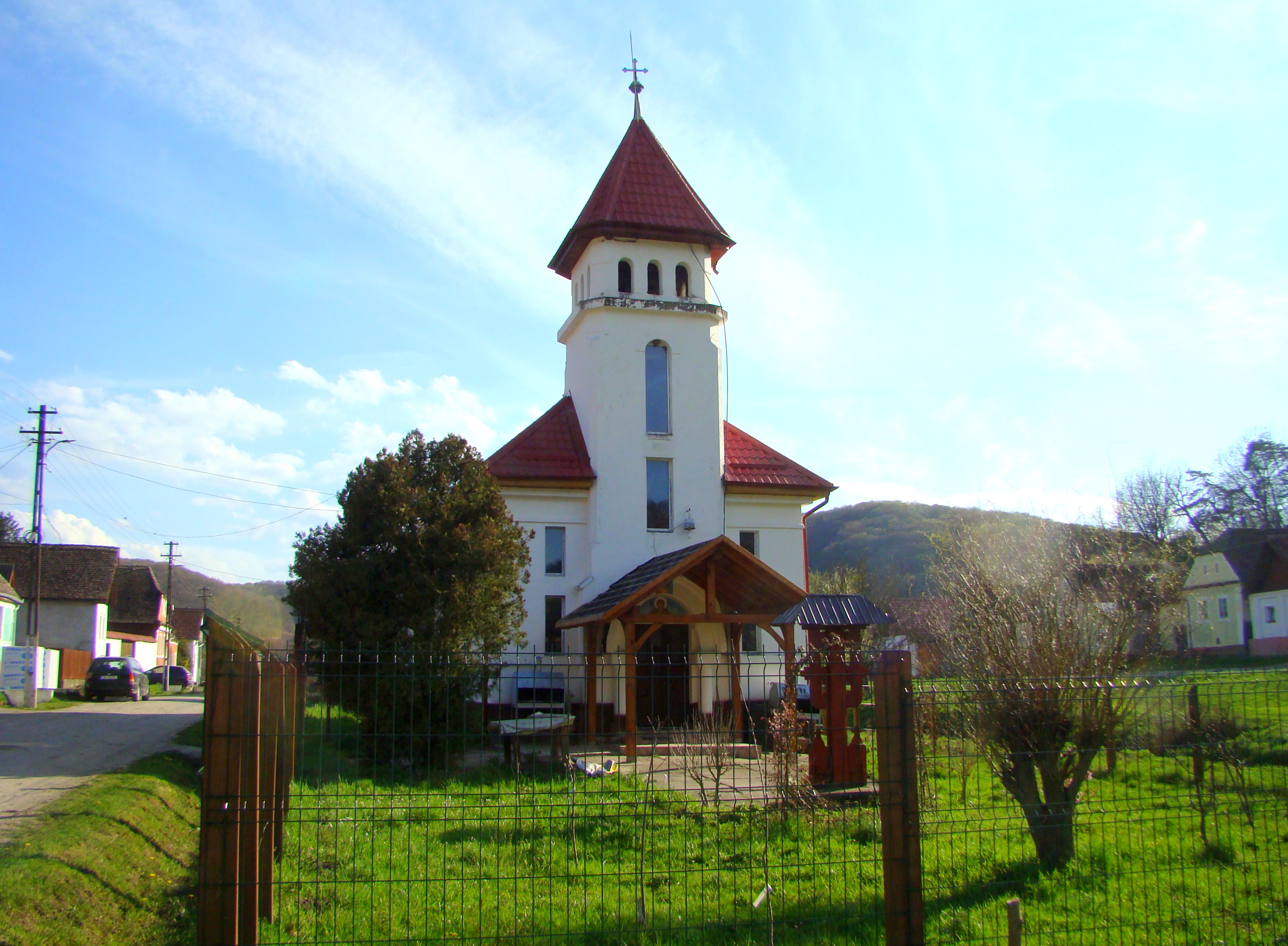
Biserica „Sfântul Mare Mucenic Dimitrie”
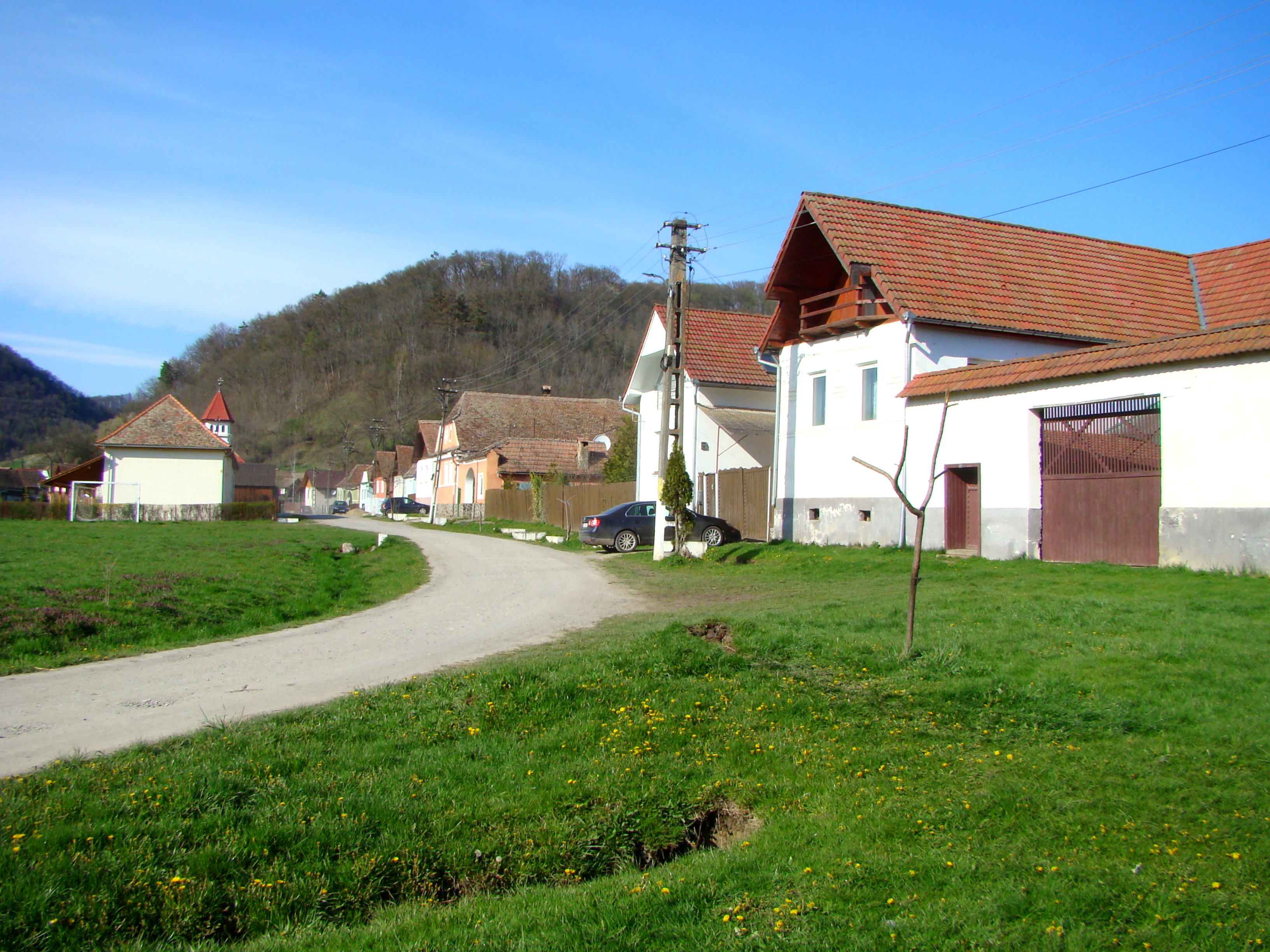